# Talismano

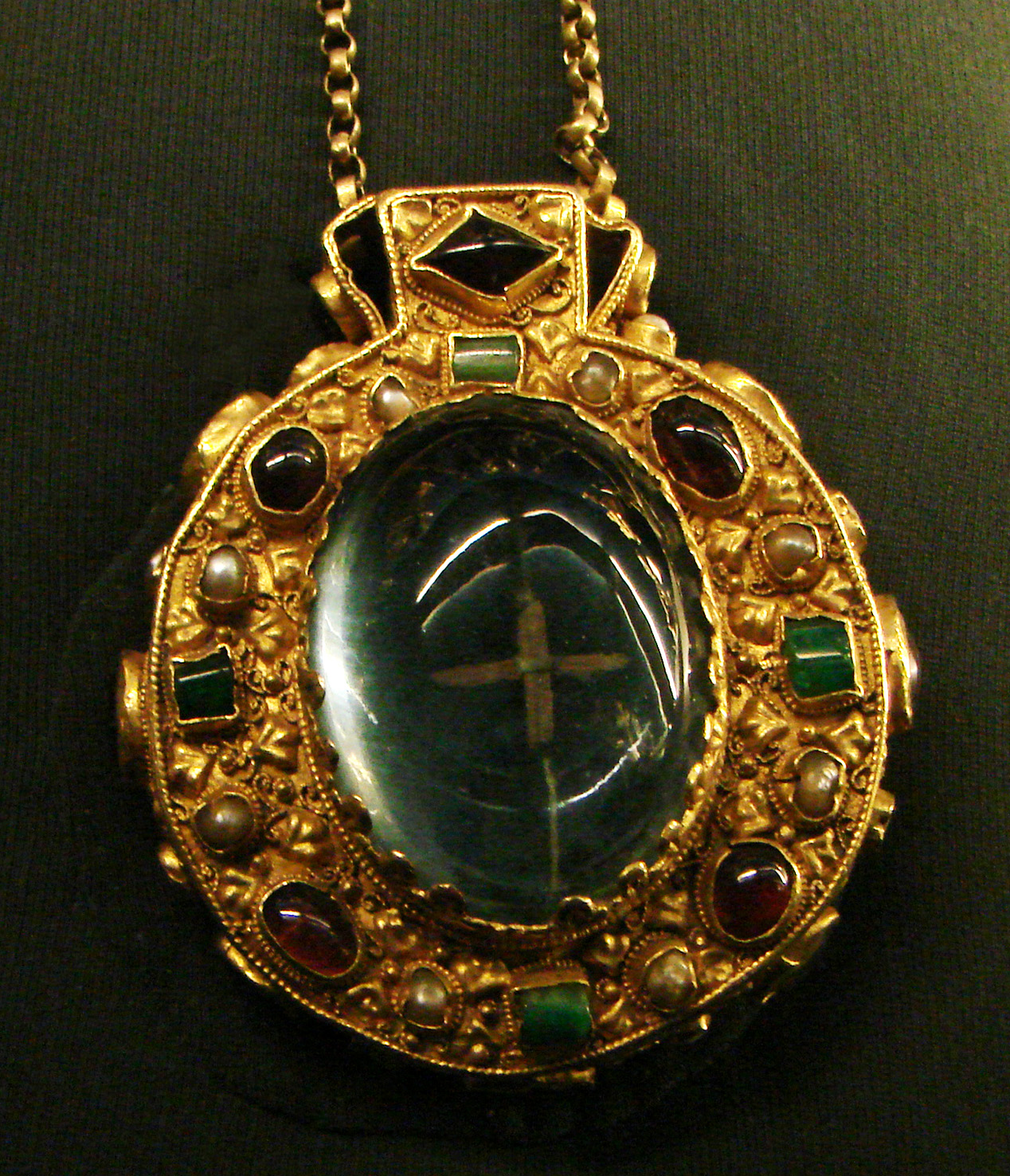
Ciondolo-reliquiario del IX secolo che secondo la leggenda sarebbe un talismano appartenuto a Carlo Magno, oggi conservato nel Palazzo del Tau a Reims (Francia)

Un talismano è un oggetto, solitamente di piccole dimensioni, a cui vengono attribuite proprietà magiche, propiziatorie e portafortuna. Il talismano, pertanto, non è da confondere con l'amuleto, che ha piuttosto una funzione apotropaica (cioè per allontanare il malocchio).

## Etimologia
La parola "talismano" risale intorno agli anni 1630 e deriva dall'arabo ﻃﻠﺴﻢ (ṭilasm), acquisito dal persiano come ṭelesm, col significato, comune a entrambi, di "incantamento", "talismano". 
Il sostantivo arabo risaliva al greco bizantino télesma (τέλεσμα), ovvero "completamento".

## Preparazione dei talismani

### New Age
Secondo le pratiche talismaniche della New Age, le caratteristiche con associazioni magiche, come colori, profumi, simbologia e modelli, figure, possono essere integrate nella creazione di un talismano oltre al simbolismo planetario o elementare scelto. Tuttavia, questi devono essere utilizzati in armonia con la forza elementare o planetaria scelta in modo da amplificare il potere previsto del talismano. È anche possibile aggiungere un tocco personale al talismano incorporando un verso, un'iscrizione o un modello che abbia un significato particolare per il creatore. Queste iscrizioni possono essere sigilli (emblemi magici), versetti della Bibbia o sonetti, ma anche loro devono essere in armonia con lo scopo originale del talismano. 

### Islam
Nell'Islam, usare amuleti come protezione è considerato shirk. Tuttavia, l'uso di versetti del Corano in foglietti di pergamena arrotolati all'interno di oggetti talismanici è stato comune in tutto il mondo musulmano. Ad esempio, Muslim Ibn al-Hajjaj istruì i comandanti militari a scrivere il Corano 54:46 su un panno con acqua di rose, muschio e ambra quando la Bilancia sta sorgendo e nell'ora del sole, e a portarlo sul campo di battaglia per prosperare sugli oppressori e sui non credenti. 
Il matematico siro del X secolo, Thābit ibn Qurra, era considerato un esperto di talismani. In uno dei suoi testi sui talismani, scrisse: "La parte più nobile dell'astronomia è la scienza dei talismani". Secondo il traduttore del XII secolo Giovanni da Siviglia e la versione di Limia del testo arabo di ibn Qurra, De imaginibus, egli vedeva i talismani e l'astronomia come più cruciali per ottenere saggezza rispetto agli studi di geometria e filosofia. Nella traduzione dello stesso testo di Adelardo di Bath, si sottolinea che è necessaria una conoscenza approfondita sia dell'astronomia che dell'astrologia per creare un talismano. Questa informazione è necessaria perché i talismani dovrebbero essere realizzati al momento di un evento celeste di buon auspicio. Anche l'oroscopo potrebbe essere un fattore nell'efficacia dei talismani. Il creatore non può avere distrazioni o dubbi, altrimenti il suo talismano sarà impotente. 
La traduzione di Adelardo specifica che per creare un talismano che potrebbe guadagnare l'amore di un re, un membro della famiglia o un pari, si dovrebbe usare piombo, ferro, bronzo, oro o argento. Per creare un talismano dannoso al fine di scatenare conflitti, ricevere denaro, difendere o distruggere un luogo o vincere una battaglia legale, si dovrebbe usare pece e catrame, bitume e aloe. Un esempio di come creare un talismano d'amore secondo il libro di Ibn Qurra è il seguente: in primo luogo, si deve assicurarsi che sia il momento astrologico corretto per eseguire questo rituale perché è l'undicesimo posto, o casa, che è collegato all'amicizia. Quindi, si deve creare un talismano della figura di un uomo durante il momento astrologico specifico e con un'intenzione specifica, e deve essere inciso con il nome dell'altra persona. In terzo luogo, si deve creare un secondo talismano e dovrebbe essere inciso con il nome del destinatario di questo amore. Dopodiché, sia i nomi che i cognomi di ogni persona devono essere incisi su entrambi i talismani. Devono essere posizionati in modo che i nomi su ogni talismano tocchino il cuore dell'altro talismano. Il passo successivo nel processo è prendere un pezzo di pergamena o stoffa inutilizzata che è stata purificata con muschio, ambra grigia e canfora, e disegnare gli "anelli" dei signori dell'ascendente e dell'undicesimo posto. I talismani devono essere purificati con zafferano, legno di aloe e incenso, e poi ripiegati nella stoffa o nella pergamena precedentemente preparata. Questo processo di purificazione deve essere ripetuto per tre notti consecutive. Durante questo processo, deve essere recitata una preghiera specifica relativa all'intenzione del creatore e l'individuo deve essere lavato e avere vestiti puliti. 

## Utilizzi dei talismani

### Islam
Nel mondo islamico, i talismani venivano regolarmente impiegati per ragioni personali, sociali, politiche e ideologiche sia a livello popolare che d'élite. Funzionano come un canale per la protezione divina, che può comportare sia l'attrazione di energie positive verso chi li indossa sia la deviazione di malattie, pericoli e malocchio. Possono anche essere indicati come hafiz (protettore) e himala (pendente), spesso fissati o sospesi al corpo, ad esempio come collana, anello, camicia talismanica o un piccolo oggetto all'interno di una custodia portatile. 

### Medicina medievale europea
Lea Olsan scrive dell'uso di amuleti e talismani come prescritto dai medici nel periodo medievale. Nota che l'uso di tali amuleti e preghiere era "raramente un trattamento di scelta" perché tali trattamenti non potevano essere giustificati correttamente nel regno degli insegnamenti medici di Galeno. Il loro uso, tuttavia, era tipicamente considerato accettabile; i riferimenti agli amuleti erano comuni nella letteratura medica medievale.
Ad esempio, un noto medico medievale, Gilbertus Anglicus, scrive della necessità di usare un talismano per assicurare il concepimento di un bambino. Descrive il processo di produzione di questo tipo di talismano come "...scrivere parole, alcune ininterrotte, alcune bibliche, su una pergamena da appendere al collo dell'uomo o della donna durante il rapporto sessuale". 

### Ciotole talismaniche islamiche
Nel Corano, la magia è introdotta dai due angeli di Babele, Harūt e Marūt. La magia, o sihr, era vista come una forza soprannaturale esistente nel mondo naturale che poteva curare le malattie con amuleti e incantesimi. Molte ciotole erano iscritte con un testo che spiegava a cosa questa ciotola avrebbe dovuto servire per curare (ad esempio coliche, parto, sanguinamento dal naso, ecc.) così come le istruzioni su come usarla. La "Ciotola Magica" incisa in bronzo in Siria del 1200 circa è un esempio di un piatto usato per alleviare il parto, la puntura di uno scorpione e il morso di un cane rabbioso, secondo le iscrizioni coraniche all'interno della ciotola.

### Hermetica pseudo-aristotelica
L'Hermetica pseudo-aristotelica, una serie di testi arabi strettamente correlati attribuiti a Ermete Trismegisto e forse risalenti al IX secolo d.C., esplora il concetto di ruhaniyyat, vale a dire angeli dalla forza/regno spirituale nel mondo naturale, e come un individuo può ottenere accesso a quelle forze. Il testo tra Alessandro Magno e Aristotele esplora una varietà di istruzioni su come sfruttare queste forze spirituali attraverso talismani, intrugli, amuleti e altro ancora, ognuno dei quali viene utilizzato per uno scopo designato. Alcune istruzioni includono il posizionamento di una pietra scolpita in cima a un anello che viene poi posizionato su un ariete nero morto quando Marte è in un grado specifico dello Scorpione e la luna è in Cancro. Le date di questi testi sono sconosciute, tuttavia erano la base di molte pratiche mistiche nel mondo medievale islamico. Il testo pseudo-aristotelico Secretum secretorum offre più istruzioni specificamente con il "talismano del re" che tiene lontano il male.

## Esempi

### Zulfiqar
Zulfiqar, la spada magica di ʿAlī ibn ʾAbī Ṭālib, era spesso raffigurata sulle bandiere ottomane, in particolare quando veniva usata dalla cavalleria dei giannizzeri nel XVI e XVII secolo.
Questa versione della preghiera completa di Zulfiqar è spesso invocata anche nei talismani dei guerrieri Kizilbash:
| شاه مردان، شیر یزدان، قدرت خدا، لا فتى إلا علي، لا سيف إلا ذو الفقار، | ''Shah-e-Mardan, Sher-e-Yazdan, Qudrat-e-Khuda, Lafata illa Ali; La Saifa illa Zulfiqar.'' | "Condottiero degli uomini d'arme, Il leone di Yazdan (nome di Dio in lingua persiana), Potente per l'Altissimo (Dio), Non c'è uomo come Ali; Nessuna spada come Zulfiqar." |

Un resoconto di Vivi come Ali, muori come Hussein come parte di un'iscrizione talismanica più lunga è stato pubblicato da Tewfik Canaan in The Decipherment of Persian and sometimes Arabic Talismans (1938).

### Sigillo di Salomone
Il Sigillo di Salomone, noto anche come triangolo intrecciato, è un altro antico talismano e amuleto che è stato comunemente usato in diverse religioni. Considerato l'emblema con cui Re Salomone governava i Jinn, non poteva aver avuto origine con lui. Il suo uso è stato rintracciato in diverse culture molto prima del dispensazionalismo ebraico. Come talismano si credeva fosse onnipotente, il simbolo ideale dell'assoluto, e veniva indossato per protezione contro tutte le fatalità, minacce e guai, e per proteggere chi lo indossava da ogni male. Nella sua costituzione, il triangolo con il vertice rivolto verso l'alto rappresenta il bene e, con il triangolo capovolto, il male.
Il triangolo con il vertice rivolto verso l'alto era tipico della Trinità, figure che ricorrono in diverse religioni. In India, Cina e Giappone, i suoi tre angoli rappresentano Brama, Visnù e Siva, che sono considerati nella dottrina indù rispettivamente come il Creatore, il Conservatore e il Distruttore. Nell'antico Egitto, rappresentava le divinità Osiride, Iside e Horus. Nel cristianesimo, rappresentava la Santissima Trinità. Nel suo insieme rappresenta gli elementi del fuoco e dello spirito, composti dalle tre virtù (amore, verità e saggezza). Il triangolo con il vertice rivolto verso il basso simboleggiava l'elemento dell'acqua e il mondo materiale, o i tre nemici dell'anima: il mondo, la carne e il Diavolo, e i peccati capitali, invidia, odio e malizia. Pertanto, i due triangoli intrecciati rappresentano la vittoria dello spirito sulla materia. Le prime culture che hanno contribuito alla civiltà occidentale credevano che il Sigillo di Salomone fosse un talismano e un amuleto onnipotente, soprattutto se usato con una crux commissa, lo jodh ebraico o l'ankh egizia al centro. 

### Camicie talismaniche

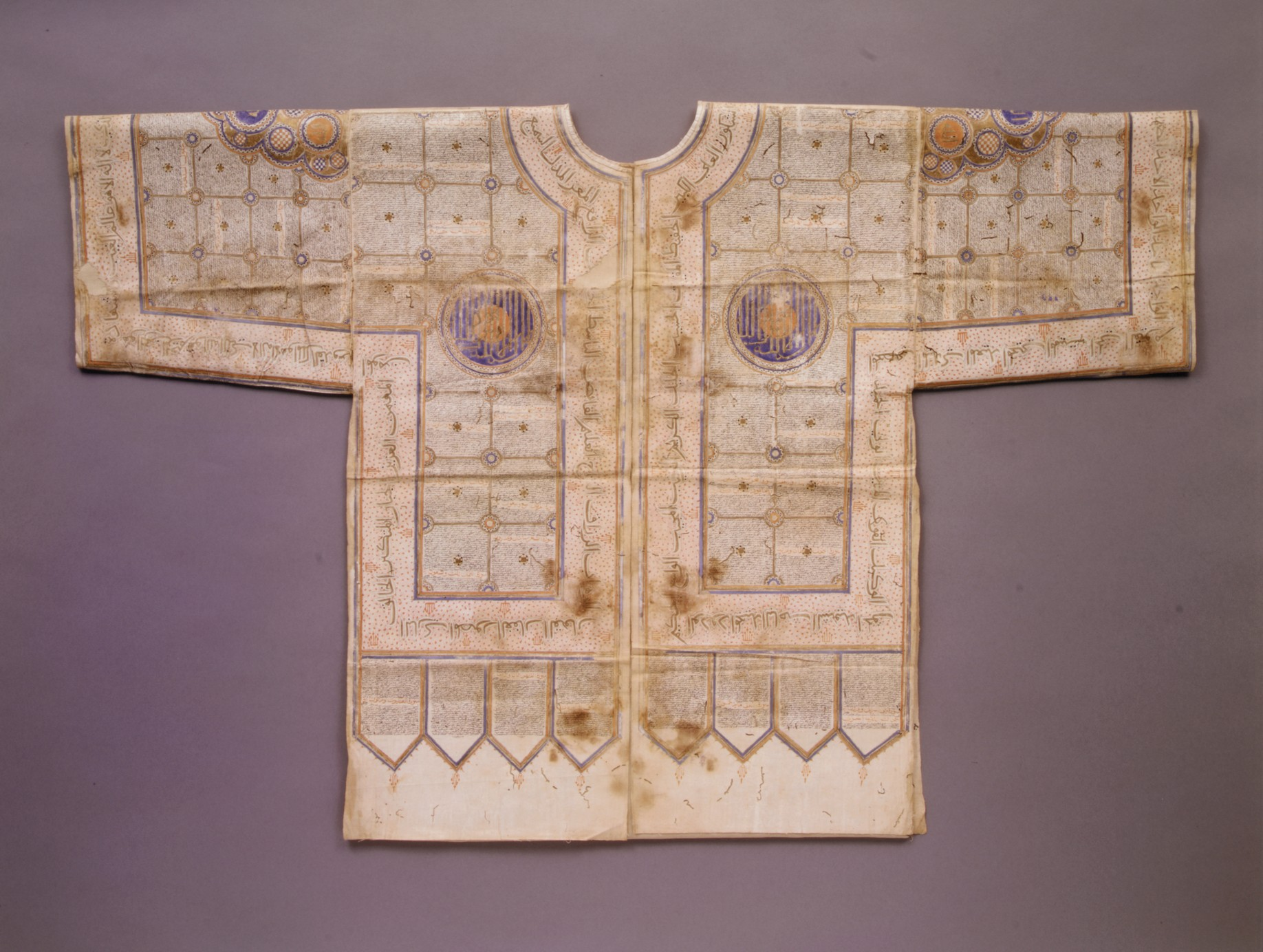
Camicia talismanica, XV-inizio XVI secolo, India settentrionale

Le camicie talismaniche si trovano in tutto il mondo islamico. I primi esempi sopravvissuti risalgono al XV secolo, ma si pensa che la tradizione sia precedente. Le camicie possono essere iscritte con versetti del Corano o nomi di Allah e dei profeti. Possono anche portare immagini di luoghi sacri o simboli astrologici. Si ritiene che i nomi incisi offrano protezione e guida a chi le indossa. Le camicie talismaniche venivano indossate per proteggersi da molti mali; molte erano fatte per essere indossate sotto l'armatura come ulteriore forma di protezione. 

### Svastica
La svastica, uno dei talismani più antichi e diffusi conosciuti, può essere fatta risalire all'età della pietra, ed è stata trovata incisa su utensili di pietra di quest'epoca. Può essere trovata in tutte le parti del Vecchio e Nuovo Mondo, e sulle rovine e sui resti più preistorici. Nonostante l'affermazione di alcuni scrittori che fosse usata dagli Egizi, ci sono poche prove che suggeriscano che la usassero e non è stata trovata tra i loro resti.
Entrambe le forme, con le braccia rivolte a sinistra e a destra, sembrano ugualmente comuni. Sulle pareti di pietra delle grotte buddiste dell'India, che presentano molti dei simboli, le braccia sono spesso rivolte in entrambi i modi nella stessa iscrizione. 

### Talismani in architettura

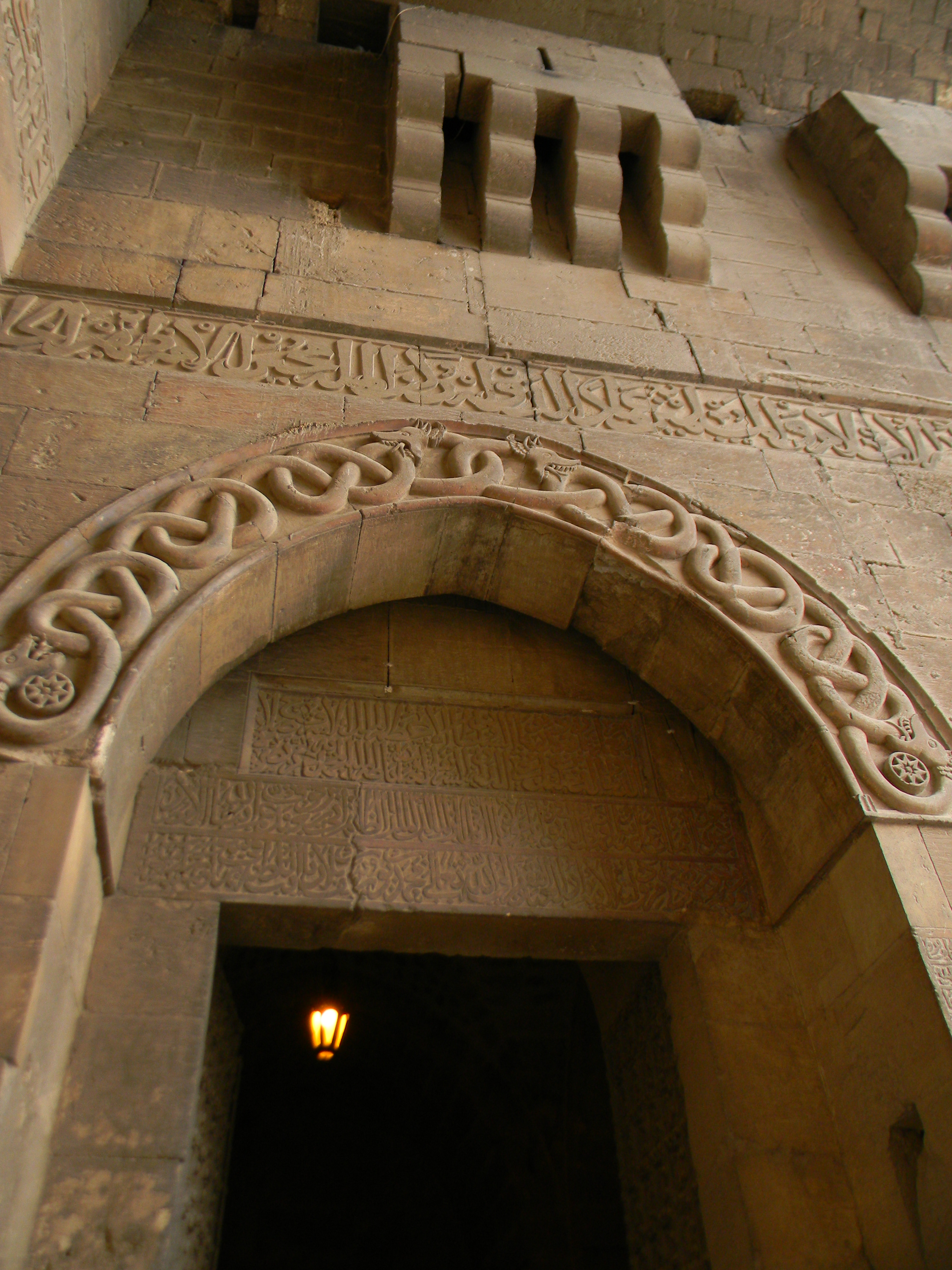
La Porta del Serpente

#### Uraniborg
L'edificio scientifico rinascimentale Uraniborg è stato interpretato come un talismano astrologico per supportare il lavoro e la salute degli studiosi che vi lavoravano, progettato utilizzando il meccanismo teorizzato da Marsilio Ficino per l'influenza astrologica. I rapporti di lunghezza che il progettista, l'astrologo e alchimista Tycho Brahe, ha elaborato nell'edificio e nei suoi giardini corrispondono a quelli che Agrippa von Nettesheim ha associato a Giove e al sole. Questa scelta avrebbe contrastato la presunta tendenza degli studiosi a essere flemmatici, malinconici e eccessivamente influenzati dal pianeta Saturno. 

#### La Porta del Serpente nella Cittadella di Aleppo
La Porta del Serpente è una porta nella Cittadella di Aleppo che contiene un rilievo talismanico raffigurante due serpenti. Essi si mordono il corpo e circondano le stelle. Si ritiene che i serpenti abbiano poteri protettivi contro i nemici della cittadella. 

#### Bab Al-Talsim
Bab al-Talsim, o Porta del Talismano, era una porta di Baghdad nota per le sue iscrizioni talismaniche. La porta raffigura due serpenti annodati che sono tenuti da una figura seduta che si ritiene essere il Califfo. Proprio come la Porta del Serpente, si suppone che i serpenti diano protezione contro i loro nemici.

## Galleria d'immagini

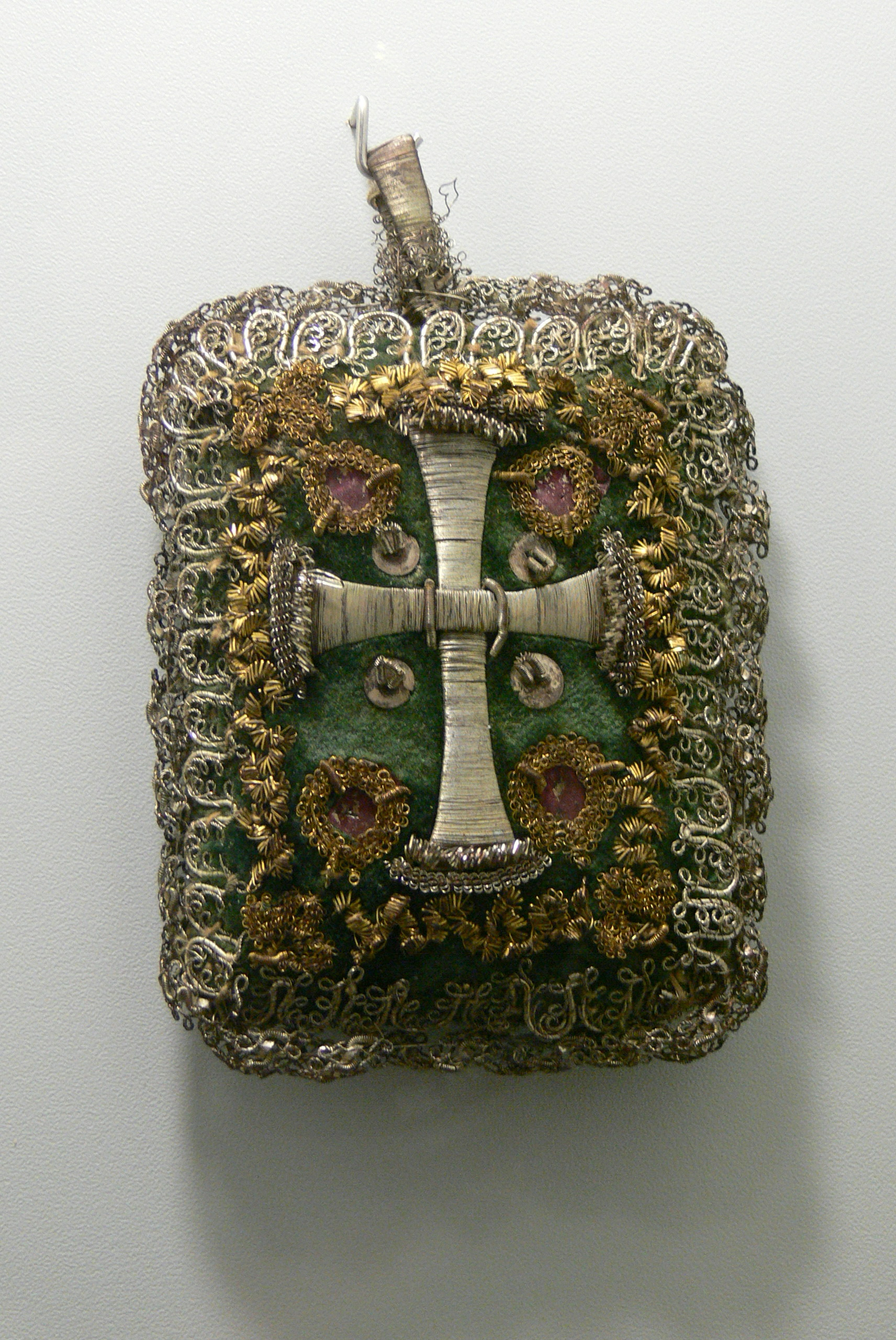
Talismano cristiano (Breverl), XVIII secolo.
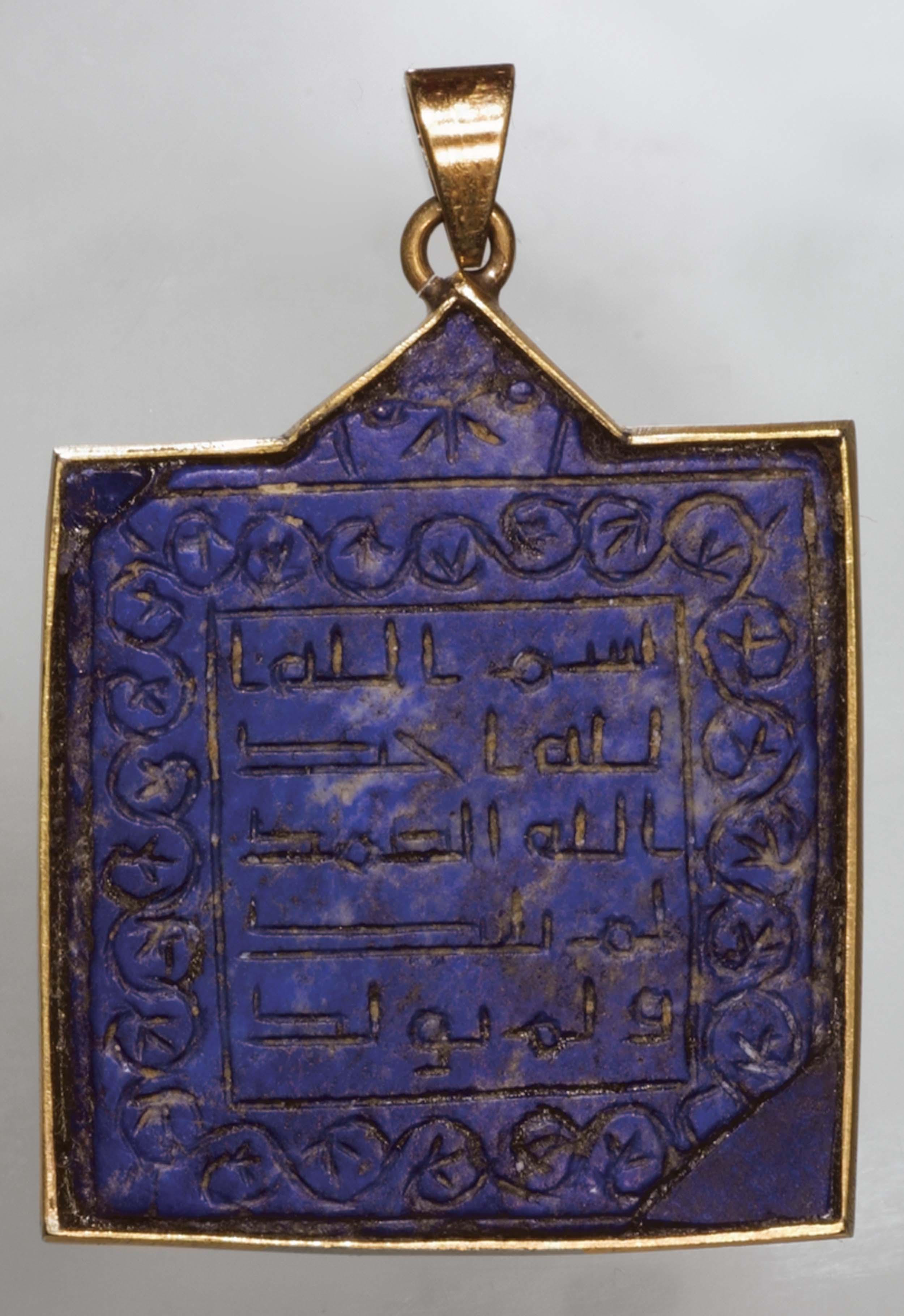
Talismano islamico inciso con una citazione del Corano, VII o VIII secolo d.C.
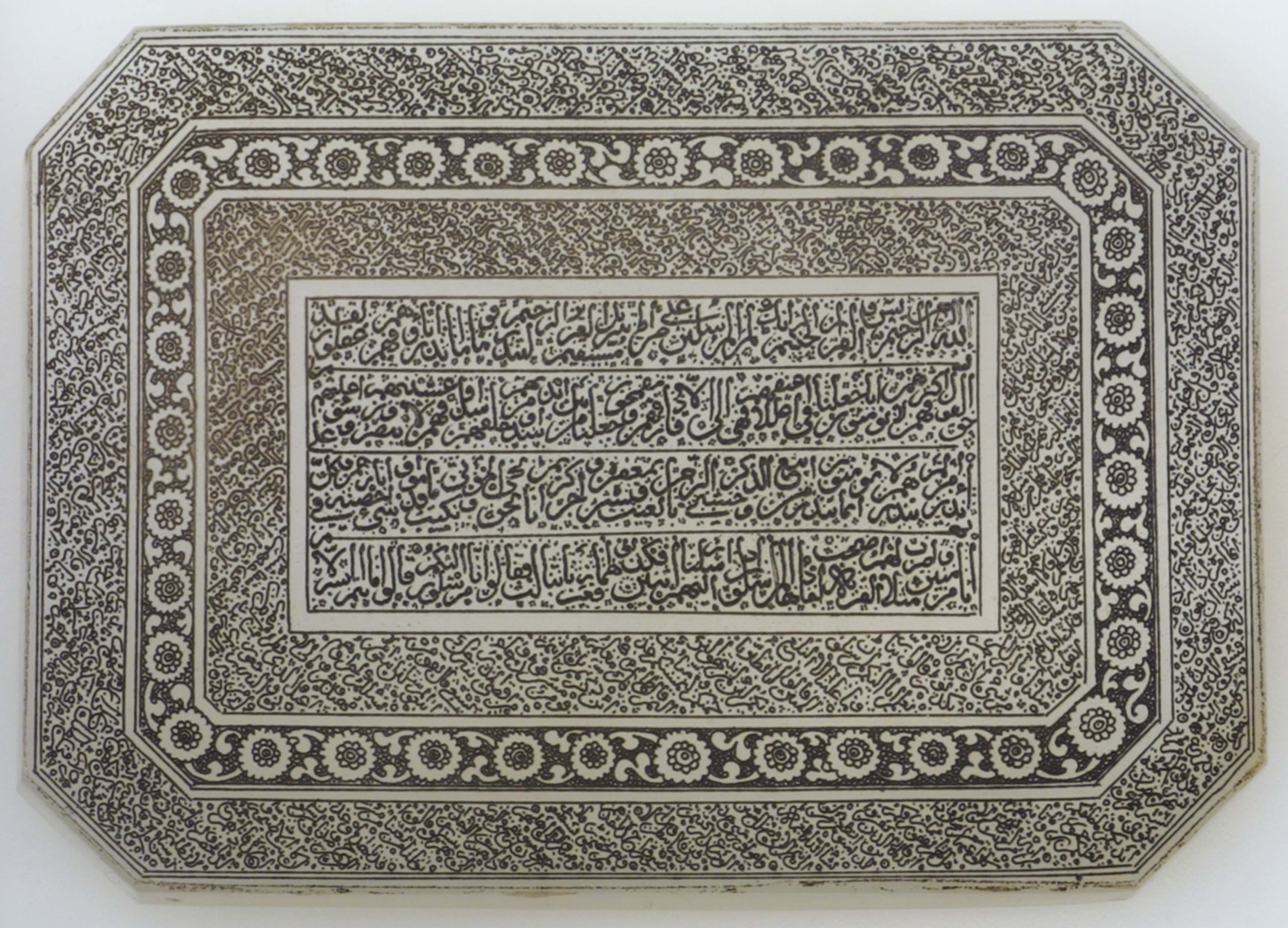
Talismano poligonale inciso con micro-calligrafia, India del XVII secolo.
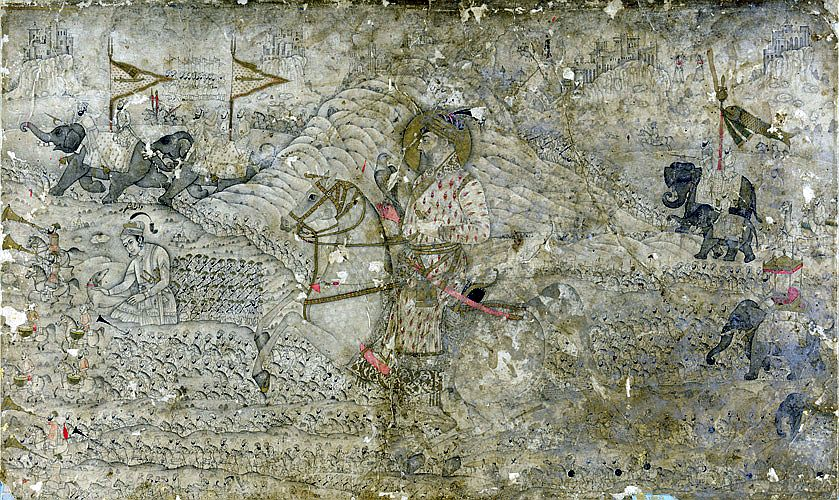
L'imperatore Shah Jahan guida l'esercito Moghul. In alto a sinistra, gli elefanti da guerra portano gli emblemi del leggendario Zulfiqar.
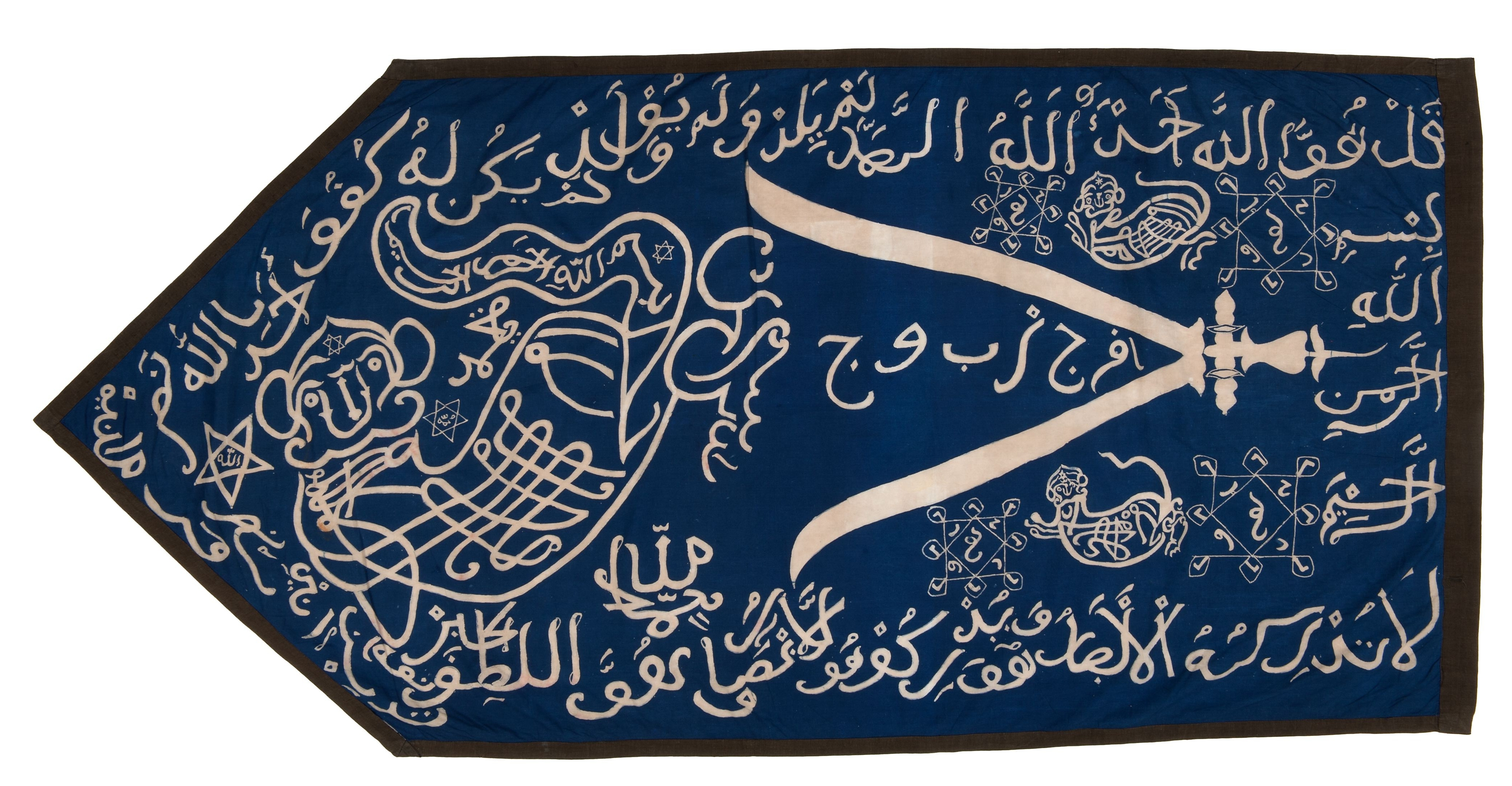
Una bandiera di Cirebon con Zulfiqar e Ali rappresentati come un leone (datata alla fine del XVIII o XIX secolo).
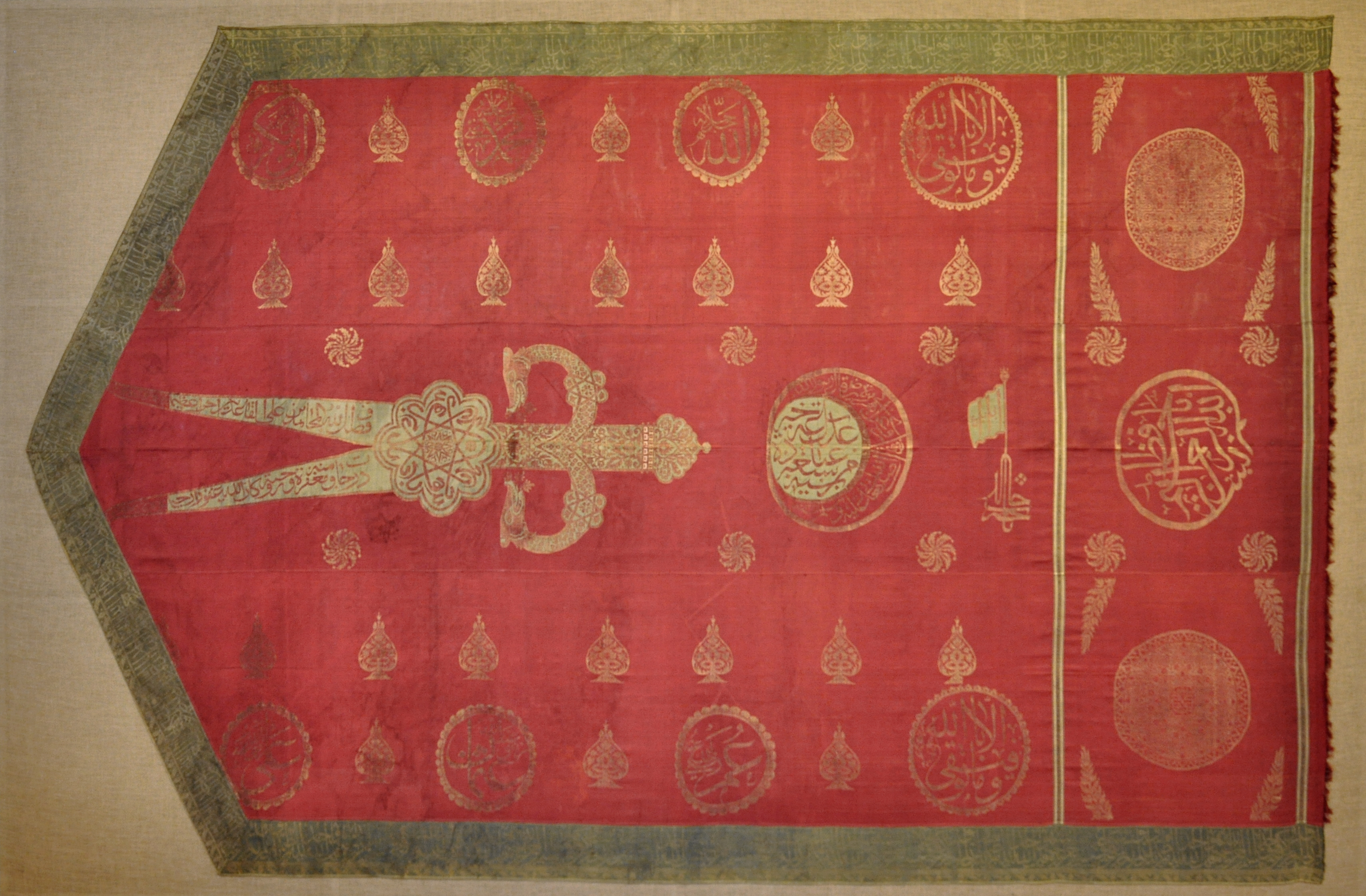
Una bandiera dell'inizio del XIX secolo dello Zulfiqar ottomano.